# スポッティング (ダンス)

フェッテしているダンサー。顔がほぼ常に正面を向いていることに注意。

スポッティング（英語: Spotting）は、ダンスでターンを行う際の技法で、頭と視線の方向を可能な限り一定にすることによって、めまいを防ぎ、身体の制御を失わないようにするためのテクニックである。
スポッティングは、ターンの際に頭部を身体とは異なる速度で回転させることによって行う。身体はほぼ一定の速度でスムーズに回転するが、頭部は周期的に、身体より素早く回転させて止める動きを繰り返す。その際、視線を１箇所（スポッティングポイント、または単にスポットという）に固定する。ライトなどの適当な目標があればそれに視線を合わせるが、適当な目標がない場合は頭部を常に決まった方向（たとえば客席正面）まで回転させるようにする。ペアで踊る場合には、パートナーをスポッティングポイントとすることがあり、その場合はスポットが移動することになる。

## 使用法
スポッティングには、以下のような利点がある。
- 決まった方向を見続けることによってめまいを防ぐ[2]
- 決まった方向を見続けることにより、バランスの制御がしやすくなる
- シェネやピケなど、移動を伴うターの際に、移動方向が制御しやすくなる

スポッティングは、ピルエットやシェネを含むさまざまなターンで行うが、一部のターンでは意図的に行わないようにする。たとえば、アラベスクやアティチュードのように静けさや穏やかさの表現に重点を置いたアダージョのターンは、スポッティングにより頭部を素早く回すと乱れてしまう。
ターン中に複数のスポットを用いる場合もあり、たとえば、サルサにおいて内回りでクロスボディ・リードを行う際に、女性は移動の制御のためにパートナーから離れたところにスポットし、次に回転の停止を制御するためにパートナーをスポットする。

### ビデオゲームでの応用
ファーストパーソン・シューティングゲームのように、プレイヤー自身の身体は動かないのにゲーム内のキャラクターの姿勢変化により背景が動くゲームでは、3D酔いを起こすことがある。これを避けるためにスポッティングが応用される。例えば、『ミラーズエッジ』では目に見える十字または標的レチクルをスポッティングポイントとして用いるようになっている。

## 舞踊譜
ラバン式記譜法では、スポッティングは顔記号とそれに続く「スポットホールド」記号で記譜される。「スポットホールド」記号は、中央にドットが付いた菱形（◊）である。